# Конопа жовтогорла
Коно́па жовтогорла (Conopias parvus) — вид горобцеподібних птахів родини тиранових (Tyrannidae). Мешкає в Амазонії. Раніше вважався конспецифічним з білогорлою конопою.

## Опис
Довжина птаха становить 16,5 см, вага 21 г. Голова чорна, над очима широкі білі «брови», що з'єднуються на потилиці. На тімені малопомітна жовта пляма. Спина оливково-коричнева, крила і хвіст сірувато-коричневі, горло жовтувато-біле, нижня частина тіла жовта. Дзьоб відносно довгий, чорний, гострий.

## Поширення і екологія
Жовтогорлі конопи поширені на півдні і сході Венесуели (від Амазонаса до східного Болівара), на крайньому сході Колумбії (схід Ваупесу, Ґуайнія), локально на північному сході Еквадору (схід Сукумбіосу, крайній південний схід Пастаси), на крайньому північному сході Перу (на півночі Лорето), на крайній півночі Болівії (північ Пандо), в Гаяні, Суринамі і Французькій Гвіані та в Бразилії на північ від Амазонки. Вони живуть у вологих тропічних лісах Амазонії. Зустрічаються на висоті до 1300 м над рівнем моря.

## Поведінка
Жовтогорлі конопи живуть парами або невеликими сімейними зграйками, іноді приєднуються до змішаних зграй птахів разом з оливковими конопами. Живляться комахами, яких шукають в кронах дерев, рідко спускаються на землю.